# 愛秩序灣官立小學

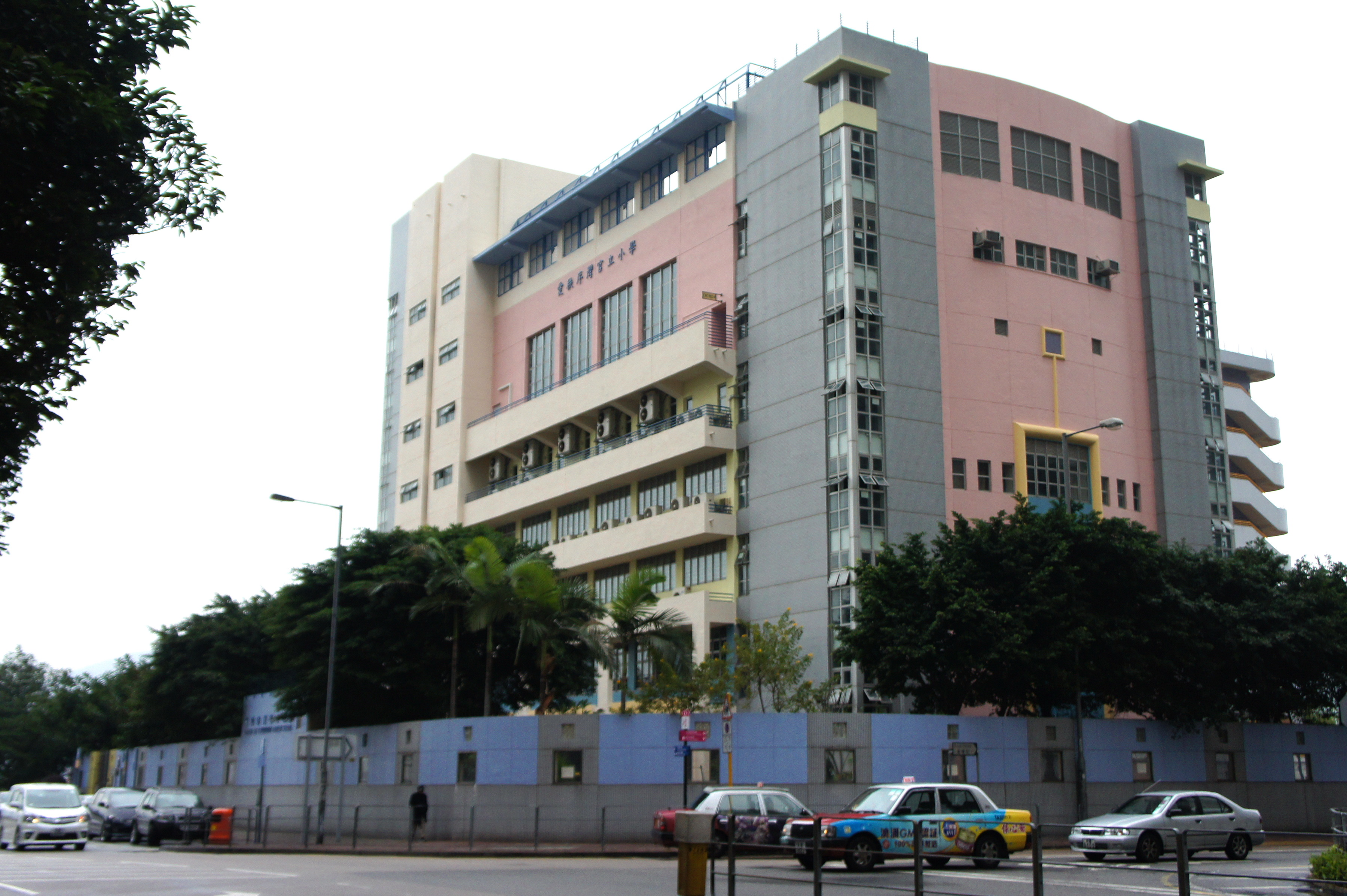
位於愛禮街（右）及愛賢街（左）交界的愛秩序灣官立小學

愛秩序灣官立小學（英語：Aldrich Bay Government Primary School），簡稱：ABGPS、愛官，位於香港港島筲箕灣，是一所全日制官立小學，於1957年創校，目前開設小一至小六級，共30班。此校前身為位於北角邨的渣華道官立小學上午校及下午校，受屋邨拆卸工程影響而於2000年遷入現址，並按所在地名稱更改校名。

## 學校名稱背景及簡介
「愛秩序灣」是來自愛秩序少校 (Major Aldrich)。他於1842年〈南京條約〉簽訂後由英國軍部派遣到港，負責制訂英軍在港駐守的詳細計劃。愛秩序少校在香港的主要功勞，據說是整頓軍紀。因早年英軍多水土不服或染上瘧疾，軍中士氣低沈，加上士兵質素低劣，在佔領地上視搶劫虜掠為等閒，時有酗酒和毆鬥的事情發生。愛秩序少校把軍紀不好的軍人調離市區，派駐偏遠的阿公岩，即後來的鯉魚門炮臺。另外又制訂守則，加重刑罰，軍人才較為收斂。愛秩序少校的個人起居生活有條不紊，律己甚嚴。少校說話亦井然有序，層次分明，而且從不讓人打岔。政府後來把少校的名字譯為愛秩序，實至為恰當不過。大概是為了紀念愛秩序少校的貢獻，政府便把筲箕灣一帶的海灣，名為愛秩序灣。而學校正位處於筲箕灣一帶的海灣，故名為愛秩序灣官立小學。
值得一提的，愛秩序灣官立小學是全港首批19座小學千禧校舍之一，於2000年落成；另外，此校亦是全港僅有4座不經常規分配程序而直接批出的千禧校舍之一（另外三座分別是香港南區官立小學、圓玄學院陳國超興德小學，以及官立嘉道理爵士中學（西九龍））。

## 學校願景
學校認同有教無類的精神，亦相信每位學生都有他們個人的潛能，若能加以啟發，定必有所成就。故此，學校努力為學生完善校內的設施、關愛學生、為他們提供自主的學習機會，讓學生能在良好的學習環境、和諧共融的氣氛中愉快學習，不斷進步；透過不同的學習經歷，擴濶視野，啟發學生個人潛能。學校期望培養學生正面思考的能力，並能學習解決問題的技巧，懂得欣賞別人，以及樂於服務他人。

## 學校校訓
「敬遜思敏」是愛秩序灣官立小學的校訓。
敬: 敬業樂群
遜: 謙遜有禮
思: 思考探索
敏: 敏銳靈巧

## 歷任校長

### 上午校
- 陸張麗珠 女士[2]
- 黃林佩麗 女士[3]

### 下午校
- 林莊淑嫻 女士[2]
- 劉天榮 先生[3]

### 全日制（新址）
- 關啟文校長（2000年-？年，全日制首任）
- 吳曾婉梨校長（？年-2009年）
- 張俊珊校長（2009年-2016年）
- 崔家祥校長（2016年起，現任校長）

## 姊妹學校
- 深圳市翠北實驗小學
- 深圳市深圳大學附屬教育集團後海小學
- 廣州市花都區七星小學
- 廣州市花東學校
- 河源市公園東小學
- 北京市朝陽區黃冑藝術實驗小學
- 北京市教育學院附屬海淀實驗小學
- 北京市首都師范大學金澤小學
- 南寧市逸夫小學

## 聯繫中學
- 皇仁書院
- 筲箕灣官立中學
- 金文泰中學
- 筲箕灣東官立中學

## 交通
港鐵
港島綫：筲箕灣站D2出口(步行約5分鐘)

## 傑出校友
渣華道官立小學舊生
- 莫慶炎：香港天文台高級科學主任
- 蘇耀宗：香港大學中文系高級語文導師
- 錢佩佩（1984年小六）：香港電台唱片騎師
- 李德成（1966年小六）：前無綫新聞採訪主任
- 陳立業（1977年小六）：聯合國兒童基金會香港委員會總幹事、謝瑞麟珠寶前執行董事兼副行政總裁及首席營運總監
- 游紹永（1967年小六）：香港大學明德學院會計學教授[4]
- 張洪年（1958年小六下午校）：香港中文大學中國語言及文學系榮休教授[5]

愛秩序灣官立小學舊生
- 霍朗齊：香港音樂創作人
- 黃凱儀（2010年小六）：香港女藝人